# Skaz
Skaz (rusky cказ) je v ruské literární vědě druh literárního uměleckého vyprávění, napodobující živou řeč nižších sociálních vrstev – sedláků, zemědělců, služebných. Výrazná charakteristika skazu je přítomnost vypravěče, který není autorem, ale spíše interpretem, a jehož styl projevu nezapadá do moderní literární normy.
Termín skaz, stejně jako skazanije, se může ve folkloristice vyskytovat také jako definice pro různé ne-pohádkové styly ústní tradice (pověsti, legendy, poučné příběhy - exempla).

## Charakteristika
Stylizace se dosahuje napodobováním struktury folklorního žánru: pohádky, pověsti, legendy nebo lidové písně (pohádková stylizace), například u Melnikova-Pečerského, „В лесах“ (V lesach, česky "V lesích"):
Za Volhou v lesích, v Černé Rameni, žil byl sedlák, bohatý chlapík. Vychovával sedlák dceru. Dcera rostla a krásy nabývala.

Jiný způsob stylizace je napodobování dialektů a každodenní řeči zemědělců, například u Leskova, „Život jedné baby“ (rusky Žitije odnoj baby):
Už to nesnášel až k smrti, zlobil se coby had divoký; a furt večer chodíval k Proskudinovi. Na širokých cestách se začala sypat konopí, a Prokudin sesypal zhruba pět vozů.

Vypravěčem v skazu může být i měšťan; v tomto případě autor napodobuje jednoduchou řeč městského obyvatelstva, například u Leskova, „Švec“ (rusky Štopalščik, archaické):
Poděkoval jsem mu a říkám, že nemaju žádná přání a ani je nevymyslím, kromě jednoho, - pokud pán bude tak milostivý, a řekne mi....

Možné je také napodobování archaických a neobvyklých forem psané řeči, například u Leskova, „Zaznamenaný anděl“ (rusky Zapěčatljonnyj angel):
A takto mírným duchem, jak jsem to vám popsal, jsme žili tři plné roky. Všechno se nám dařilo, úspěchy se na nás sypaly jako z rohu Amalhteia, a prozřeli jsme najednou, že...

Zde je patrná stylizace dle starodávných ruských učených knih.